# استالینگراد ۲۲۵۰
سیارک ۲۲۵۰ (به انگلیسی: 2250 Stalingrad، نامگذاری:1972HN) دو هزار و دویست و پنجاهمین سیارک کشف شده‌است که در ۱۸ آوریل ۱۹۷۲ کشف شد.
قدر مطلق سیارک برابر ۱۱٫۵۰ است.